# Квіславатн
Квіславатн (ісл. вимова: [ˈkʰvistlaˌvahtn̥]) - озеро в Ісландії. Знаходиться в високогір'ї Ісландії на захід від високогорної дороги Спрейнгісандюр і на південний схід від льодовика Гофсйокутль. Площа його поверхні становить близько 20 км².

## Дивитися також
- Список озер Ісландії